# Justin Barcia
Justin Barcia (Monroe County, New York, 25 maart 1992) is een Amerikaans motorcrosser.

## Carrière
Barcia begon zijn professionele carrière in 2009, bij Honda. Hij eindigde acht keer op het podium en wist één keer te winnen, om zo vijfde te worden in de eindstand. Hierdoor werd hij bekroond met de titel Rookie van het Jaar. In 2010 werd hij tweede in de Supercross en vijfde in het Outdoor-kampioenschap. Hij nam deel aan de internationale supercross van Bercy, en wist deze te winnen. Het supercrosskampioenschap van 2011 wist Barcia te winnen, waarbij hij in elke wedstrijd op het podium stond. In 2012 werd hij opnieuw SX-kampioen, waarbij hij zes van de negen wedstrijden won. In het Outdoor-kampioenschap werd hij tweede. Hierdoor werd hij voor de eerste keer geselecteerd voor de Amerikaanse ploeg in de Motorcross der Naties.
Vanaf 2013 maakte Barcia de overstap naar de 450cc-klasse. Hij won twee wedstrijden in de supercross en werd vierde in het kampioenschap. In het Outdoor-kampioenschap werd hij derde. Hij werd opnieuw Rookie van het Jaar en nam nog deel aan de Europese supercrosswedstrijden van Genua en Bercy, die hij voor de tweede keer won. In 2014 werd Barcia vijfde in het SX-kampioenschap. Door een enkelblessure moest hij voortijdig forfait geven in de Outdoors.
In 2015 tekende Barcia bij Yamaha. Hij werd opnieuw geselecteerd voor de Motorcross der Naties.
In 2017 reed Barcia een seizoen voor Suzuki, maar sinds 2018 komt hij weer uit op Yamaha.

## Palmares
- 2010: King of Bercy
- 2011: 250SX East kampioen
- 2012: 250SX East kampioen
- 2012: winnaar Monster Energy Cup
- 2013: winnaar supercross van Genua
- 2013: King of Bercy